# Joaquim II de Constantinoble
Joaquim II de Constantinoble (en grec Ἰωακεὶμ Β') va ser Patriarca de Constantinoble dues vegades, la primera de l'any 1860 fins al 1863 i la segona del 1873 al 1878.
Va néixer a l'illa de Quios l'any 1802. Orfe de pare des de petit, la seva mare li va procurar una bona educació. Era de família humil, i va compaginar els estudis amb diverses feines. Era molt pietós i va treballar pel metropolità de Calcedònia Agatàngel, que després seria patriarca de Constantinoble. Després va ser secretari del bisbe de Sofia, que el va ordenar diaca i li va posar el nom de Joaquim. Va estar al servei d'aquest bisbe durant trenta mesos. Més tard va ser secretari i ardiaca del bisbe de Ioànnina (1826-1830). Amb només vint-i-cinc anys va ser escollit bisbe de Drinòpolis. El juliol de 1835 va ser nomenat metropolità de Ioànnina, però les protestes dels fidels van fer que el patriarca Gregori VI el deposés l'any 1838 i l'enviés al Monestir de la Gran Laura, al Mont Atos.
Quan va morir Gregori VI, Joaquim va retornar de metropolità a Ioànnina, i quan el bisbe de Cízic, Meleci III va ser nomenat patriarca de Constantinoble l'any 1845, va anar a Cízic a ocupar el seu lloc. Quan el patriarca Ciril VII va renunciar al càrrec l'any 1860, Joaquim va ser nomenat per substituir-lo, el 4 d'octubre d'aquell any. Aquest primer mandat li va comportar diversos enfrontaments amb els jesuïtes i va haver de resoldre problemes amb els patriarques de Bulgària que desitjaven un govern autocèfal per les seves diòcesis. L'any 1862 es va enfrontar amb les pretensions del nou Principat de Romania, quan el príncep Alexandre Joan Cuza va confiscar les propietats del Patriarcat de Jerusalem, del d'Antioquia i del d'Alexandria, i també els monestirs del Mont Atos i el de Santa Caterina del Sinaí. A causa d'això Joaquim va perdre la confiança de les autoritats otomanes i va renunciar a la seu patriarcal el 9 de juliol de l'any 1863. Va anar a viure a Erdek, i el 1872, amb permís de l'autoritat eclesiàstica, va tornar a Constantinoble.
El patriarca Àntim VI va presentar la dimissió el 30 de setembre de 1873. El 23 de novembre Joaquim va tornar a ser nomenat patriarca. Durant el seu segon patriarcat va millorar les escoles d'ensenyament eclesiàstic i va regularitzar les relacions amb l'Església Ortodoxa Russa. Va establir també relacions fluïdes amb l'Església Armènia, la Catòlica i l'Anglicana. A principis de 1878, Joaquim, afectat per una greu malaltia cardíaca, va renunciar al patriarcat. Va morir el 5 d'agost a Istanbul.